# Myung-whun Chung
Myung-whun Chung (Seoel, 22 januari 1953) is een Zuid-Koreaans pianist en dirigent. Samen met zijn zusters, violiste Kyung-wha Chung en celliste Myung-wha Chung, trad hij op in het Chung Trio. Hij won de tweede prijs op het Internationaal Tsjaikovski-concours in 1974.
Chung studeerde orkestdirectie aan het Mannes College of Music en de Juilliard School of Music in New York. Hij studeerde ook piano bij Maria Curcio.
Chung is nu voornamelijk dirigent. Hij treedt over de hele wereld op met de bekende orkesten. Op 25 december 2022 verzorgde hij de kerstmatinee van het Concertgebouworkest in Amsterdam met een uitvoering van Mahlers vijfde symfonie.
Zijn uitvoering van de Symphonie Fantastique van Hector Berlioz met Philharmonique de Radio France op YouTube heeft al meer dan drie miljoen views.
In mei 2025 werd bekendgemaakt dat Myung-whun Chung met ingang van einde van 2026 voor de duur van in elk geval vier jaar benoemd is tot muziekdirecteur van het Teatro alla Scala in Milaan als opvolger van Riccardo Chailly.
- Biblioteca Nacional de España: XX1683114
- Bibliothèque nationale de France: cb13892505d (data)
- Catàleg d'autoritats de noms i títols de Catalunya: 981058517572706706
- CiNii: DA09755422
- Gemeinsame Normdatei: 124224857
- International Standard Name Identifier: 0000 0001 1455 4862
- Library of Congress Control Number: n85160628
- Nationale Bibliotheek van Letland: 000291323
- MusicBrainz: 70f4cd2e-f8c3-4133-958a-1ff66cb07b33
- Bibliotheek van het Japanse parlement: 01052257
- Nationale Bibliotheek van Tsjechië: xx0002524
- Nationale Bibliotheek van Israël: 987007444727305171
- Nationale Bibliotheek van Polen: a0000002642798
- Nederlandse Thesaurus van Auteursnamen: 072316888
- SNAC: w6jb3p0n
- Système universitaire de documentation: 077719506
- Virtual International Authority File: 114851816
- WorldCat: E39PBJvxvJHbrVgJPKxm8bM773